# Gyeryong
Gyeryong (Gyeryong-si; 계룡시; 鷄龍市), è una città della provincia sudcoreana del Sud Chungcheong.